# Peter Sagan
Peter Sagan (Žilina, 26 januari 1990) is een voormalig Slowaaks wielrenner. Hij was een allrounder met een zeer sterke eindsprint. In de jeugdcategorieën was Sagan ook actief in het veldrijden en het mountainbiken. Zijn twee jaar oudere broer Juraj was jarenlang profwielrenner in hetzelfde team als Peter Sagan.
Sagan won in 2012, 2013, 2014, 2015, 2016, 2018 en 2019 het puntenklassement in de Ronde van Frankrijk en werd in 2015, 2016 en 2017 wereldkampioen wielrennen. Daarnaast heeft hij met de Ronde van Vlaanderen en Parijs-Roubaix twee van de vijf Monumenten op zijn naam geschreven.

## Carrière

### Jeugd
Al van bij de jeugd bleek Sagan heel veelzijdig te zijn: hij deed niet alleen mee in het wegwielrennen, maar bewees zich ook in het mountainbiken en het veldrijden. Samen met de Pool Michał Kwiatkowski beheerste hij het wegwielrennen bij de jeugd. Zo won hij in 2007 een etappe in de Drei Etappen Rundfahrt Frankfurt en won hij bij de junioren zowel het Slowaaks kampioenschap op de weg in Brno als dat van het veldrijden in Prievidza. Tevens werd hij derde op zowel het Europees kampioenschap mountainbike als dat van het veldrijden. Op het einde van dat jaar won hij bij de junioren de veldrit van Diegem.
Een jaar later wist hij definitief door te breken aan de top van de off-the-roadsport, door zowel Europees als wereldkampioen in het mountainbiken te worden; hij won respectievelijk voor de Oekraïner Mykhaylo Batsutsa en de Fransman Arnaud Jouffroy. Tijdens de wereldkampioenschappen veldrijden moest hij in het Italiaanse Treviso voor diezelfde Jouffroy evenwel nipt de duimen leggen. Op de weg liet hij in 2008 van zich spreken door een paar puike prestaties. Zo werd hij tijdens Le Pavé de Roubaix, de zogenaamde Parijs-Roubaix voor junioren, tweede achter de Brit Andrew Fenn. Net als het jaar ervoor won hij een etappe in de Trofeo Karlsberg. In de Ronde van Lunigiana won hij de vierde etappe en in het Kroatische Istrië legde hij beslag op het eindklassement van de Ronde van Istrië.
In 2009 leek hij op weg naar Quick-Step, maar uiteindelijk kreeg hij geen contract en moest hij bij de beloften blijven rijden. Dat jaar reed hij zijn enige wereldbeker mountainbike bij de profs, in Offenburg eindigde hij op plek 55 op 8 minuten en 10 seconden van winnaar Julien Absalon. In Slowakije won hij op 30 mei de wegwielerwedstrijd GP Kooperativa. Op 5 juli werd hij tiende in het Europees kampioenschap voor beloften op de weg in Hooglede, gewonnen door Kris Boeckmans. Hij won dat jaar als belofte ook bij de profs, namelijk de tweede en de vijfde etappe van de Poolse Ronde van Mazovië; in het eindklassement eindigde hij als zevende, winnaar was Łukasz Bodnar. Op het einde van dat seizoen kwam hij via fietsenconstructeur Cannondale in contact met World Tour-ploeg Liquigas-Doimo - hij tekende er uiteindelijk een contract. Na amper een seizoen bij de beloften stapte hij op 19-jarige leeftijd over naar de profs.

### 2010
Ik wil niet de tweede Eddy Merckx zijn. Ik wil de eerste Peter Sagan zijn.— Sagan op een persconferentie in thuisland Slowakije.
Zijn eerste seizoen als profwielrenner op de weg begon goed voor Sagan. Hij eindigde in de Tour Down Under een keer vierde en een keer vijfde. Tijdens Parijs-Nice stak hij voor het eerst zijn neus aan het venster in het internationale peloton. Eerst werd hij tweede in de tweede etappe die hij in de spurt verloor van William Bonnet, een dag later won hij in Aurillac de etappe in een sprint op een licht hellende strook. Door deze overwinning nam hij ook de leiding in het puntenklassement dat hij uiteindelijk ook zou winnen. Twee dagen later won hij de etappe naar Aix-en-Provence, ook werd hij derde in de zesde rit, eindigend in een grote groep met onder anderen Alejandro Valverde, Alberto Contador en Samuel Sánchez. Daarna reed hij weer sterk in de Ronde van Romandië. Hij werd tweede in de proloog op minder dan een seconde van winnaar Marco Pinotti. De eerste etappe in lijn won hij zelf, een massasprint na een rit over een sterk glooiend parcours. Dankzij bonificaties nam hij de leiderstrui over. In de vierde etappe, een bergrit, werd hij opnieuw tweede. In maart wist hij tijdens de Ronde van Californië twee etappes te winnen, telkens op een heuvelachtig parcours na een sprint. In deze ronde won hij ook nog het punten- en het jongerenklassement. Zowel tijdens de Ronde van Veneto als tijdens de Philadelphia International Championship eindigde Sagan op de tweede plek, respectievelijk na Daniel Oss en Matthew Goss. Ook in de GP van Montreal legde hij beslag op de tweede stek, net als de meeste sprinters liet hij zich verrassen door Robert Gesink, die op de laatste helling ontsnapte en uiteindelijk met vier seconden voorsprong won. Op de UCI Wereldranglijst eindigde Sagan zijn eerste profjaar op plaats 44.

### 2011

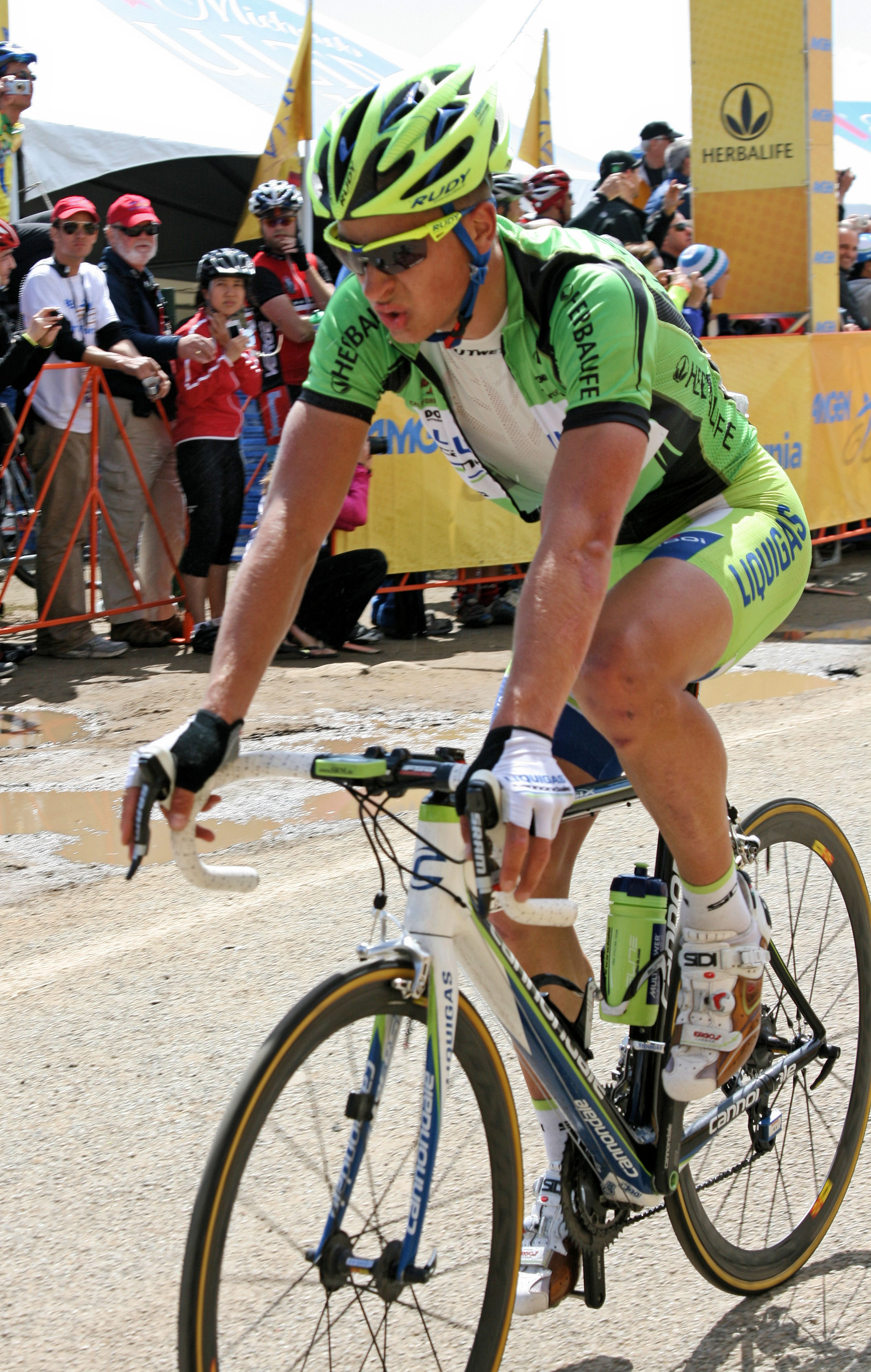
Sagan in de Ronde van Californië 2011

Het wielerjaar 2011 begon goed voor Sagan. Hij won eind februari al de eerste, derde en vierde etappe en het eindklassement in de Ronde van Sardinië. Dat jaar reed hij ook zijn eerste wielerklassieker, in Milaan-San Remo eindigde hij knap zeventiende in de achtervolgende groep. Tijdens de Ronde van Californië won hij net als het voorgaande jaar een etappe en het puntenklassement. In de Ronde van Zwitserland maakte Sagan indruk, door in de proloog derde te eindigen, na winnaar Fabian Cancellara en Tejay van Garderen. Op het eind van de derde etappe, een zware bergrit, leverde Sagan zijn visitekaartje af, door de in de afdaling ontsnapte Damiano Cunego nog bij te benen en deze in de spurt eenvoudig te verslaan. In de vierde etappe spurtte hij opnieuw erg sterk, enkel wereldkampioen Thor Hushovd kon hem nog voorbij. Een dag later eindigde hij derde in de massaspurt. Zijn veelzijdigheid bewees hij door ook de achtste etappe, een groepssprint, te winnen voor Matthew Goss en Ben Swift. Hij won in deze ronde ook met grote voorsprong het puntenklassement. Verder werd hij ook voor de eerste maal nationaal kampioen. Zijn ploeg achtte hem nog niet sterk genoeg om deel te nemen aan de Ronde van Frankrijk. In plaats daarvan reed hij de Ronde van Polen, hij won hierin twee ritten en dankzij de bonificaties wist hij niet alleen het puntenklassement, maar ook het eindklassement naar zich toe te trekken: Sagan eindigde in de laatste rit tweede en won de ronde met zes seconden voorsprong op Daniel Martin. In de zesde etappe van de Ronde van Spanje won Sagan de heuvelachtige rit met aankomst in Córdoba na een sprint met Pablo Lastras, Valerio Agnoli en Vincenzo Nibali. Een dag later werd hij in de massaspurt geklopt door Marcel Kittel, Óscar Freire werd derde. In de twaalfde etappe met aankomst in Pontevedra versloeg hij in de massaspurt John Degenkolb en Daniele Bennati. Ook de slotetappe in Madrid was een kolfje naar Sagans hand door in de traditionele massaspurt Bennati en Alessandro Petacchi te kloppen. Hij leek een van de gedoodverfde kandidaten voor het WK wielrennen in Kopenhagen; daar eindigde hij echter als twaalfde. Op de UCI Wereldranglijst zette Sagan een flinke stap vooruit en eindigde op plek 21.

### 2012

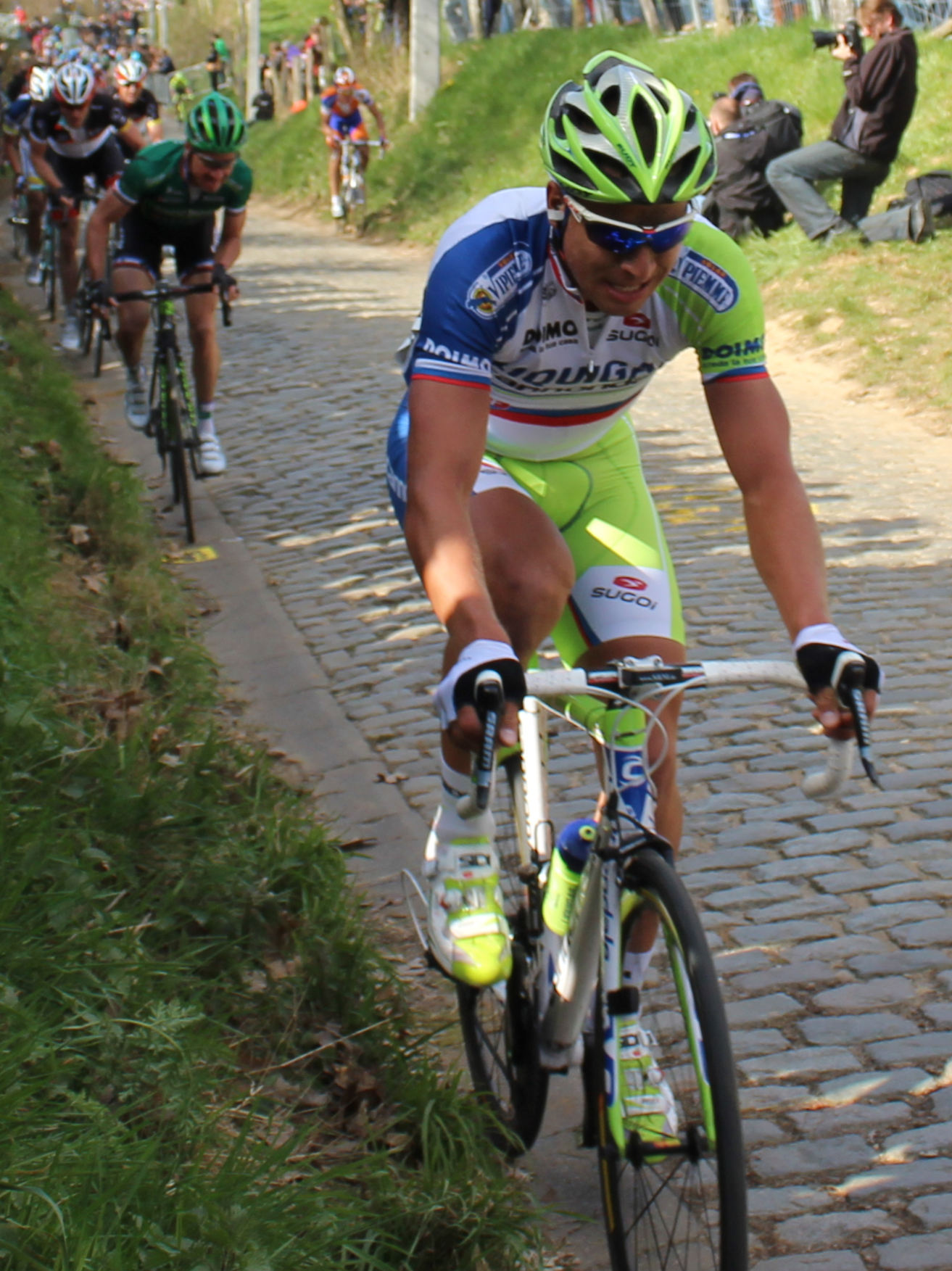
Sagan tijdens de Ronde van Vlaanderen 2012

In 2012 leverde hij in de vierde etappe van Tirreno-Adriatico - daags ervoor was hij in een massasprint al derde geëindigd na winnaar Edvald Boasson Hagen en André Greipel - nogmaals zijn visitekaartje af door op de lastige slotklim naar Chieti gevestigde namen als Danilo Di Luca, Roman Kreuziger, Chris Horner en zelfs zijn eigen kopman Vincenzo Nibali, die deze rittenkoers enkele dagen later won, uit het wiel te rijden. In de voorjaarsklassiekers liet Sagan tal van top 10-plaatsen optekenen, maar een overwinning zat er niet in, zo eindigde hij vierde in Milaan-San Remo, tweede in Gent-Wevelgem, vijfde in de Ronde van Vlaanderen en derde in de Amstel Gold Race. In de Ronde van Californië reed hij niet alleen de eerste vier ritten binnen - telkens na een massaspurt en telkens net voor Heinrich Haussler - maar ook de slotetappe, waarin hij Tom Boonen klopte.
Ter voorbereiding van de Ronde van Frankrijk, waaraan hij voor de eerste keer deelnam en voluit voor het groen wilde gaan, reed hij opnieuw de Ronde van Zwitserland. In de proloog scherpte hij de tijd van specialist Cancellara aan. Net als het jaar ervoor maakte hij ook de derde rit tot de zijne, ditmaal na een ontregelde massasprint. Ook in de vierde rit stond er geen maat op Sagan en hij won de spurt met een fietslengte verschil voor de Spanjaard José Joaquín Rojas. De heuvelachtige, zesde etappe tussen Wittnau en Bischofszell had een lastige slotkilometer met een stijgingspercentage van 4%, maar toch finishte de etappe in een massaspurt. Sagan zat slecht geplaatst, maar reed in de laatste zeventig meter toch nog naar de Brit Ben Swift en klopte hem in de laatste meters. Een week later werd hij voor de tweede keer op rij Slowaaks kampioen.
In de eerste rit in lijn van de 99e editie van de Ronde van Frankrijk, met een oplopende aankomst in Seraing, plaatste geletruidrager Cancellara op anderhalve kilometer van het einde een demarrage en Sagan sprong mee in zijn wiel, zonder de kop over te nemen. Enkel Boasson Hagen kon zich na een ultieme inspanning nog bij het duo voegen, maar in de sprint liet de 22-jarige Sagan ze allebei geen kans en won zo als debutant zijn eerste tourrit. De tweede etappe eindigde in Doornik en had in de massasprint wereldkampioen Mark Cavendish als laureaat; Sagan spurtte naar eigen zeggen niet agressief genoeg en eindigde zesde, maar nam - mede door de onderweg gesprokkelde punten - de groene trui over van Cancellara. Net zoals de eerste etappe eindigde de derde etappe op een klimmetje van vierde categorie, ditmaal in Boulogne-sur-Mer. Sagan spurtte als snelste naar boven; aan de streep had hij nog een seconde voorsprong op de rest van het peloton. Met zijn tweede ritoverwinning was hij sinds Eric Vanderaerden in 1984 de jongste renner ooit die twee ritzeges in de Ronde van Frankrijk wist te behalen. Nadat zowel de vierde etappe als de vijfde etappe door Greipel werden gewonnen, liep ook de zesde etappe met aankomst in Metz op een massasprint uit en na een kettingbreuk van Kris Boeckmans in volle finale moesten zowel Greipel als Sagan even bijsturen, maar het was ditmaal de jonge Slowaak die met een eindjump zijn derde ritzege wist te behalen. Met zijn derde ritoverwinning was hij sinds René Vietto in 1934 de jongste renner ooit die drie ritten in een en dezelfde Ronde van Frankrijk wist te behalen. In de dertiende etappe met aankomst in Cap d'Agde waren de rollen omgekeerd en kon Greipel op de streep Sagan nog net afhouden, nadat geletruidrager Bradley Wiggins de sprint had aangetrokken voor zijn teamgenoot Boasson Hagen, die derde eindigde. Als introductie op de Pyreneeën bood de veertiende etappe een uitstekende gelegenheid voor een groep vluchters. Sagan wist al vroeg weg te glippen en nadat zich een kopgroep van elf man had gevormd met onder anderen Philippe Gilbert, kregen de vluchters een vrijgeleide van het peloton. Sagan won de tussenspurt en reed na de twee beklimmingen van eerste categorie in de afdaling even alleen voorop, maar een viertal renners - waaronder Gilbert - kwam nog aansluiten. Op een tiental kilometer van het eind demarreerde Luis León Sánchez en hield vol tot op de streep in Foix; Sagan eindigde tweede, kreeg als strijdlustigste renner van de dag het rode rugnummer en verzamelde zo al 333 punten in het klassement voor de groene trui. In een nerveuze achttiende etappe naar Brive-la-Gaillarde regende het aanvallen en duurde het tot even voorbij de laatste kilometer vooraleer Wiggins het peloton tot juist achter de overgebleven vluchters bracht. Het was Cavendish die met voorsprong Goss en Sagan achter zich hield. In de slotetappe met traditionele aankomst op de Champs-Élysées zag men voor het vierde jaar op rij Cavendish triomferen, Sagan remonteerde nog net Goss op de streep en eindigde voor de derde keer tweede in deze ronde. In het puntenklassement bleef Sagan met 421 punten Greipel (280), Goss (268) en Cavendish (220) ruim voor. In elf etappes was hij bij de eerste tien renners geëindigd.
Op zondag 23 september eindigde Sagan - die als outsider werd bestempeld - tijdens de wegwedstrijd op de wereldkampioenschappen in Valkenburg veertiende.

### 2013
Na een dubbele sprintoverwinning in de Ronde van Oman won Sagan - mede dankzij het controlerende werk van zijn nieuwe ploegmaat Moreno Moser - in de GP Città di Camaiore de spurt van een elitegroepje. In de Strade Bianche waren de rollen omgekeerd en won Moser, Sagan werd tweede. In de derde rit van de Tirreno-Adriatico wist Sagan in de natte straten van Narni het wiel van Greipel te veroveren, kwam er vijftig meter voor het eind gepast uit en hield ook stand tegen een aandringende Cavendish, die hij zo voor het eerst in zijn carrière in een rechtstreeks sprintduel kon kloppen. De zesde rit, met start en aankomst in Porto Sant'Elpidio, liet de renners driemaal langs Sant'Elpidio a Mare (met hellingen tot 27%) rijden; samen met Nibali en Joaquim Rodríguez raakte Sagan voorop en liet hen in de sprint geen kans. Als gedoodverfd favoriet voor Milaan-San Remo bevond Sagan zich na de afdaling van de Poggio in een groepje van zeven man, maar hij ging de spurt van iets te ver aan, waardoor Gerald Ciolek hem wist te kloppen; Cancellara werd derde. Na een euvel met een kapot voorwiel kon Sagan op 22 maart in de E3-prijs pas net voor de Paterberg opnieuw bij de kopgroep aansluiten, maar toen Cancellara even later op de Oude Kwaremont aan een solo van 35 kilometer begon, moest Sagan afhaken; wel eindigde hij op een goede minuut tweede, door Daniel Oss op de lijn te kloppen. Twee dagen later mocht Sagan zijn eerste Vlaamse klassieker op zijn naam schrijven, namelijk de 75e editie van Gent-Wevelgem: onder impuls van Heinrich Haussler raakte Sagan na de beklimming van de Kemmelberg bij een kopgroep, waarin hij samen met zijn ploegmaat Maciej Bodnar de vlucht controleerde. In Menen, kort nadat Bodnar door het al geleverde werk moest lossen, counterde Sagan een aanval van Stijn Vandenbergh, versnelde verderop zelf en reed de laatste vier kilometer solo naar Wevelgem. In de 97e editie van de Ronde van Vlaanderen startte Sagan samen met Cancellara als topfavoriet. Tijdens de derde beklimming van de Oude Kwaremont kon Sagan als enige op een versnelling van Cancellara reageren, maar op de Paterberg brak de veer en reed de Zwitser solo naar Oudenaarde; Sagan werd tweede voor Jürgen Roelandts. Sagan paste voor Parijs-Roubaix, maar reed wel de Brabantse Pijl: tijdens de laatste beklimming van de Schavei ging hij, met Philippe Gilbert in zijn wiel, op en over diens ploegmaat Greg Van Avermaet en won in Overijse nipt de prangende spurt. Voor dit wielerseizoen was het trouwens Sagans doel "om een van de leiders van het klassieke voorjaar te worden." Als topfavoriet startte hij in de Amstel Gold Race, maar tijdens de laatste beklimming van de Cauberg kreeg Sagan krampen en eindigde 36e. Na overleg met de ploegleiding besloot hij om nog deel te nemen aan de Waalse Pijl, een wedstrijd waarin Sagan twaalfde eindigde, maar te passen voor Luik-Bastenaken-Luik, want "die wedstrijd is nog te zwaar voor mij."
Zijn negende overwinning van het seizoen behaalde Sagan in de derde etappe van de Ronde van Californië, toen hij in Santa Clarita vanuit tiende positie de andere sprinters nog voorbij wist te snellen. In deze ronde werd hij overigens ook nog eens derde, vierde en vijfde en voor het ingaan van de slotetappe had hij in het puntenklassement een punt voorsprong op Tyler Farrar. Die laatste rit naar Santa Rosa werd na een massaspurt opnieuw door Sagan gewonnen, waardoor hij voor het vierde jaar op rij de groene trui won. Op 10 juni kon Sagan in de derde rit van de Ronde van Zwitserland op de laatste col mee met de beste klimmers en raakte in de afdaling samen met uittredend winnaar Rui Costa, de winnaar van 2008 Kreuziger en de Zwitser Mathias Frank voorop en versloeg hen na een knap manoeuvre in Meiringen. In de vijfde rit met licht stijgende aankomst in Leuggern begon Sagan de spurt zij aan zij naast de Noor Alexander Kristoff, maar moest uiteindelijk twee fietslengtes prijsgeven; wel werd Sagan provisoir leider in het puntenklassement. Tijdens de achtste rit lag de top van de Luzigsteig, een klim van de derde categorie, op zes kilometer van de streep in Bad Ragaz en door het strakke tempo van zijn ploegmaten Damiano Caruso en Moser haakten de meeste sprinters af en kon Sagan Daniele Bennati en wereldkampioen Philippe Gilbert in de spurt verslaan; tevens wist hij zo voor het derde jaar op rij het puntenklassement te winnen. Een week later, op 23 juni, won hij voor de derde keer op rij het kampioenschap van Slowakije.

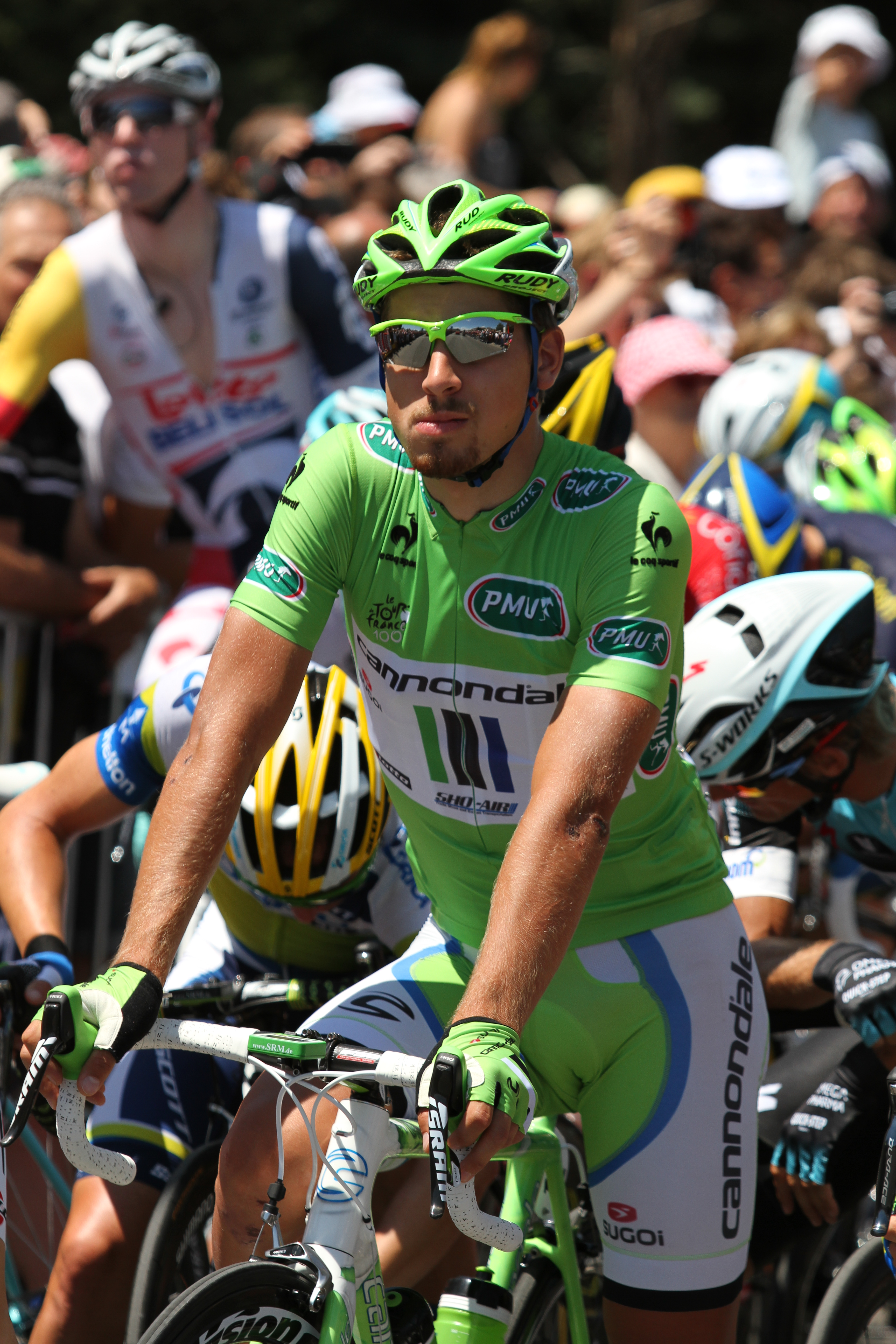
Sagan in Aix-en-Provence tijdens de Ronde van Frankrijk 2013

Sagans doel voor de Ronde van Frankrijk was opnieuw het behalen van de groene trui. De honderdste editie van de Grande Boucle begon met een driedaagse op Corsica en in de eerste etappe moest een groep sprinters, waaronder Sagan, enkele kilometers voor de finish afhaken na een valpartij; Marcel Kittel won en pakte drie truien. De tweede etappe en derde etappe waren heuvelritten waarin Sagan twee keer tweede eindigde: eerst in Ajaccio op een seconde van de ontsnapte Jan Bakelants en daarna in Calvi op een paar centimeter van Simon Gerrans in de sprint van een uitgedund peloton. Wel nam hij na deze driedaagse op Corsica het groen over van Kittel. De vijfde etappe en zesde etappe eindigden allebei op een massaspurt waarin Sagan respectievelijk als derde, na Cavendish en Boasson Hagen in Aix-en-Provence, en tweede, na Greipel en voor Kittel in Montpellier, eindigde. De zevende etappe naar Albi was een overgangsrit in het middengebergte. Op een beklimming van tweede categorie, de Col de la Croix de Mounis, legde Sagans team Cannondale een zodanig strak tempo op, dat sprinters als Cavendish, Kittel en Greipel moesten lossen, waarop Sagan in de tussensprint twintig punten meegraaide. Cannondale bleef het tempo hoog houden en de topsprinters kwamen niet meer terug. In de massasprint zette Degenkolb van ver aan, maar Sagan kwam er te gepasten tijde over; Bennati eindigde derde. Door deze overwinning sloeg Sagan meteen een dubbelslag, want met 65 verdiende punten liep hij er in het puntenklassement 94 uit op Greipel. Deze sprintoverwinning markeerde tevens zijn vijftigste zege als profwielrenner. De tiende etappe met aankomst in de Bretoense havenstad Saint-Malo eindigde met een sprintoverwinning van Kittel die Greipel op de lijn klopte; Cavendish eindigde derde en Sagan vierde, maar hun spurt raakte ontregeld doordat Cavendish in volle sprint Kittels ploegmaat Veelers raakte en die zo deed vallen. In Tours boekte Kittel tijdens de twaalfde etappe zijn derde spurtzege in de Ronde van Frankrijk door ditmaal Cavendish te kloppen; Sagan werd derde. Cavendish haalde dan zijn gram door in de dertiende etappe zijn 25e overwinning ooit in de Ronde van Frankrijk te behalen en dit door in de waaierrit naar Saint-Amand-Montrond in een veertien man sterke kopgroep Sagan en Mollema te kloppen. Door in de vijftiende etappe met aankomst op de Mont Ventoux mee te gaan met de goede ontsnapping, wist Sagan in de tussensprint 20 punten te verzamelen en lag zo voor het ingaan van de derde en laatste week met een totaal van 377 punten er 99 voor op Cavendish. In de slotetappe in Parijs eindigde Sagan vierde, na Kittel, Greipel en Cavendish. Sagan was al voor deze rit zeker van winst in het puntenklassement, in totaal veroverde hij 409 punten, Cavendish 312, Greipel 267 en Kittel 222. In negen etappes was hij bij de eerste vier renners geëindigd.
Eind augustus eindigden vier van de zeven ritten in de USA Pro Cycling Challenge in een massaspurt en telkens was het Sagan die won; het eindklassement in Colorado was voor Tejay van Garderen. Begin september won Sagan de proloog en twee andere ritten in de Canadese Ronde van Alberta, die voor het eerst verreden werd; winnaar was Rohan Dennis. Een week later reed Sagan eveneens in Canada de Grote Prijs van Quebec en de Grote Prijs van Montreal. In beide heuvelachtige koersen was hij prominent aanwezig en daar waar hij in Quebec met zijn krachten gewoekerd had en in de spurt noodgedwongen de benen moest stilhouden en tiende werd na winnaar Robert Gesink, reed hij in Montreal op zo'n vijf kilometer van het einde op het laatste klimmetje van een elitegroep (met onder meer kersvers tourwinnaar Froome, Contador, Cadel Evans en Gesink) maximaal vijftien seconden weg en hield aan de meet vier seconden voorsprong op Simone Ponzi en Ryder Hesjedal. Na de wedstrijd gaf hij aan klaar te zijn voor het WK in Firenze. Op dat WK eindigde hij uiteindelijk als 6de.

### 2014

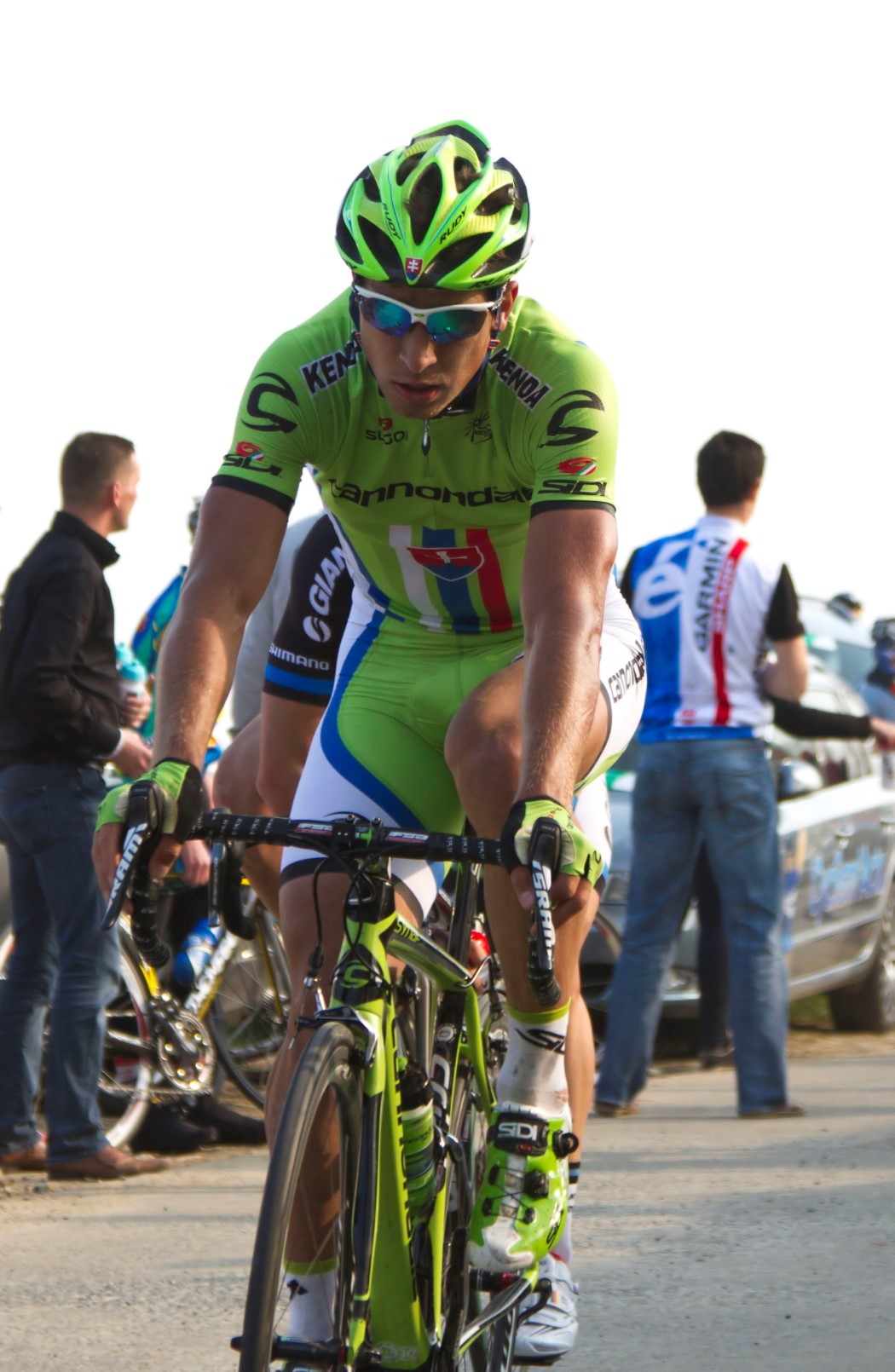
Sagan tijdens de E3 Harelbeke 2014

Net als de twee voorgaande jaren mocht Sagan zijn eerste seizoenszege bijschrijven tijdens de vierde etappe van de Ronde van Oman: na een lastige slotklim "met een gemiddelde van tien procent over 3,6 kilometer" raakte hij samen met Rigoberto Urán en Vincenzo Nibali voorop en wist hen handig te vloeren. Op een twintigtal kilometer van het eind van de Strade Bianche viel Sagan aan, enkel Michal Kwiatkowski kon aansluiten en in de slotklim naar Piazza del Campo in Siena parkeerde Sagan en zag zijn medevluchter naar de zege snellen. In de derde rit van de Tirreno-Adriatico ging Gilbert fors door in de laatste 300 meter van de pittige slotkilometer naar de Toscaanse stad Arezzo, maar Sagan wist hem te remonteren en won voor Kwiatkowski en Simon Clarke. Sagan kon zijn favorietenrol noch in Milaan-San Remo, waar hij tiende eindigde, noch in de Ronde van Vlaanderen, waar hij zestiende eindigde, waarmaken. Tussenin won hij wel de E3 Harelbeke door zijn medevluchters Niki Terpstra, Geraint Thomas en Stijn Vandenbergh in de spurt het nakijken te geven. Bij zijn derde deelname aan Parijs-Roubaix plaatste Sagan op circa 20 kilometer van het eind een aanval, maar werd gegrepen door de kopgroep en eindigde zesde, op twintig seconden van winnaar Niki Terpstra.
Hij hervatte tijdens de Ronde van Californië, waar hij de zevende etappe won. Ook in de Ronde van Zwitserland won hij wederom een etappe, en in Slavkov u Brna werd hij voor de vierde maal op rij nationaal kampioen. De Ronde van Frankrijk verliep voor Sagan echter minder dan verhoopt. Hij won geen enkele etappe, maar eindigde in de eerste, derde, zevende en twaalfde etappe als tweede, dit achter Marcel Kittel, Matteo Trentin en Alexander Kristoff. In nog zeven andere etappes eindigde hij in de top-10. Hij won wel de groene trui met veel voorsprong. Als voorbereiding op het WK reed Sagan de Ronde van Spanje, hij kon er echter geen potten breken en gaf halverwege op. Ook het WK werd met een 43e plek geen succes.

### 2015

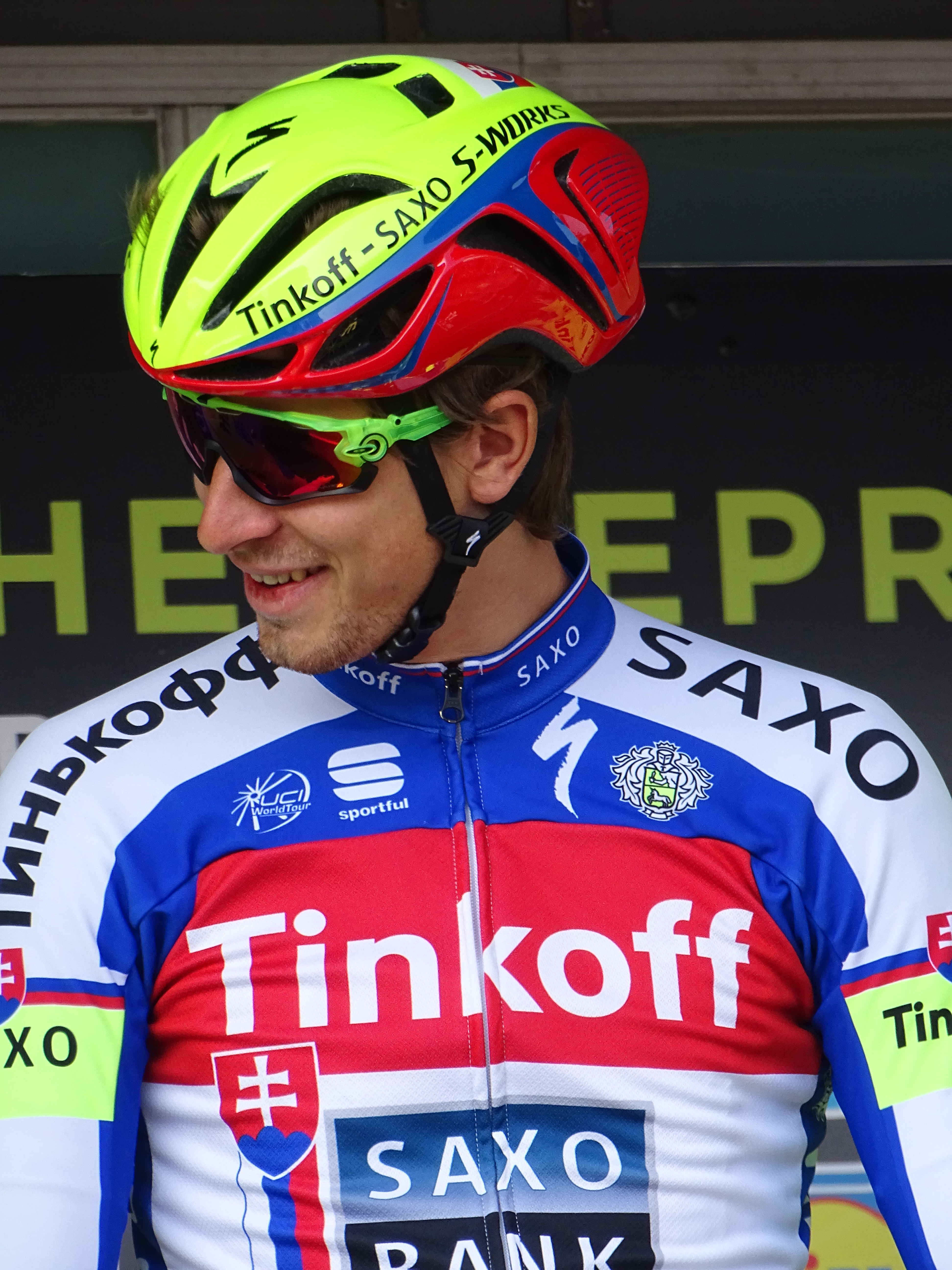
Sagan aan de start van de Scheldeprijs 2015 in Antwerpen

In de loop van het seizoen 2014 raakte bekend dat zijn ploeg Cannondale Pro Cycling Team ophield te bestaan. Hij vond met Tinkoff-Saxo snel een nieuwe ploeg en werd er ploegmaat van onder meer Alberto Contador, Ivan Basso, Matti Breschel, Roman Kreuziger, Rafał Majka en Michael Rogers. Zijn voorjaar verliep stroef, met opnieuw veel ereplaatsen, maar slechts één overwinning, een rit in de Tirreno-Adriatico. Hij werd opnieuw vierde in Milaan-San Remo en de Ronde van Vlaanderen, maar moest in de finale steeds de beste renners van de wedstrijd laten rijden. De E3 Harelbeke was symptomatisch voor zijn zwakke voorjaar. Hij zat in een kopgroep met Geraint Thomas en Zdeněk Štybar, maar moest Thomas op drie kilometer van de finish laten rijden en werd - volledig leeggereden - nog ingelopen door de grote groep.
Zijn voorjaar kwam hem op kritiek te staan, zowel binnen als buiten zijn ploeg. Hij veegde de kritiek van tafel in de Ronde van Californië, waar hij twee ritten won, waaronder een tijdrit, en eerste werd in het eindklassement. Hij verbaasde volgers met een vijfde plaats in de koninginnenrit van de wedstrijd boven op de Mount Baldy in San Bernardino County, waar hij net na de beste klimmers eindigde. In de laatste vlakke rit naar Sacramento ging hij voorbij klassementsleider Julian Alaphilippe dankzij de bonificatieseconden aan de finish. Ook in de Ronde van Zwitserland toonde hij zich sterk. Hij wist niet alleen twee ritten op zijn naam te schrijven, maar won ook voor de vijfde keer het puntenklassement.
Op 28 juni werd hij voor de vijfde maal Slowaaks kampioen, nadat hij twee dagen ervoor ook al Slowaaks kampioen tijdrijden was geworden.
Een week later stond hij aan de start van de Ronde van Frankrijk met als doel zowel zijn kopman, Alberto Contador, te helpen in zijn strijd om De Ronde te winnen, als voor de vierde keer het puntenklassement te winnen. Dit jaar kende de Ronde van Frankrijk een nieuw puntensysteem waarbij in vlakke etappes meer punten werden toegekend aan de winnaar. De organisatie trachtte op die manier het Sagan moeilijker te maken om de groene trui te veroveren. Met het wegvallen van Marcel Kittel, die het jaar voordien goed was voor vier etappezeges, was de kans op ritoverwinningen groter, maar dit jaar won ook André Greipel vier etappes. Uiteindelijk kon Sagan geen etappe op zijn naam schrijven, maar wist hij dankzij zijn vaardigheden in de overgangsetappes de groene trui alsnog naar Parijs te brengen.
Op 27 september werd hij in het Amerikaanse Richmond wereldkampioen op de weg. Na een wedstrijd van 260 kilometer ging hij op de voorlaatste helling ervandoor en kon hij door zijn daaltechnieken zijn voorsprong voldoende vergroten om solo over de streep te rijden. Op het podium werd hij vergezeld door Michael Matthews en Ramūnas Navardauskas. Sagan is de eerste Slowaakse wereldkampioen wielrennen.
Sagan trouwde in november 2015 met zijn vriendin.

### 2016
In de Omloop Het Nieuwsblad eindigde hij net na Greg Van Avermaet op de tweede plaats. Ook in de Tirreno-Adriatico behaalde hij een tweede plaats (ook na Greg van Avermaet) en in de laatste etappe, een korte tijdrit die werd gewonnen door Fabian Cancellara, kwam hij 1 seconde tekort om de eindoverwinning binnen te halen. In Gent Wevelgem trok hij in de aanval met Sep Vanmarcke en Fabian Cancellara, en won de wedstrijd voor de tweede keer.
Op 3 april won hij de jubileumeditie, de 100e, van de Ronde van Vlaanderen na een solo van 13 kilometer. In Parijs-Roubaix raakte Sagan achterop na een breuk in het peloton. Hij probeerde samen met Cancellara de sprong naar de kop te maken, maar door een val van die laatste kon hij niet meer terug geraken en behaalde hij een elfde plaats.

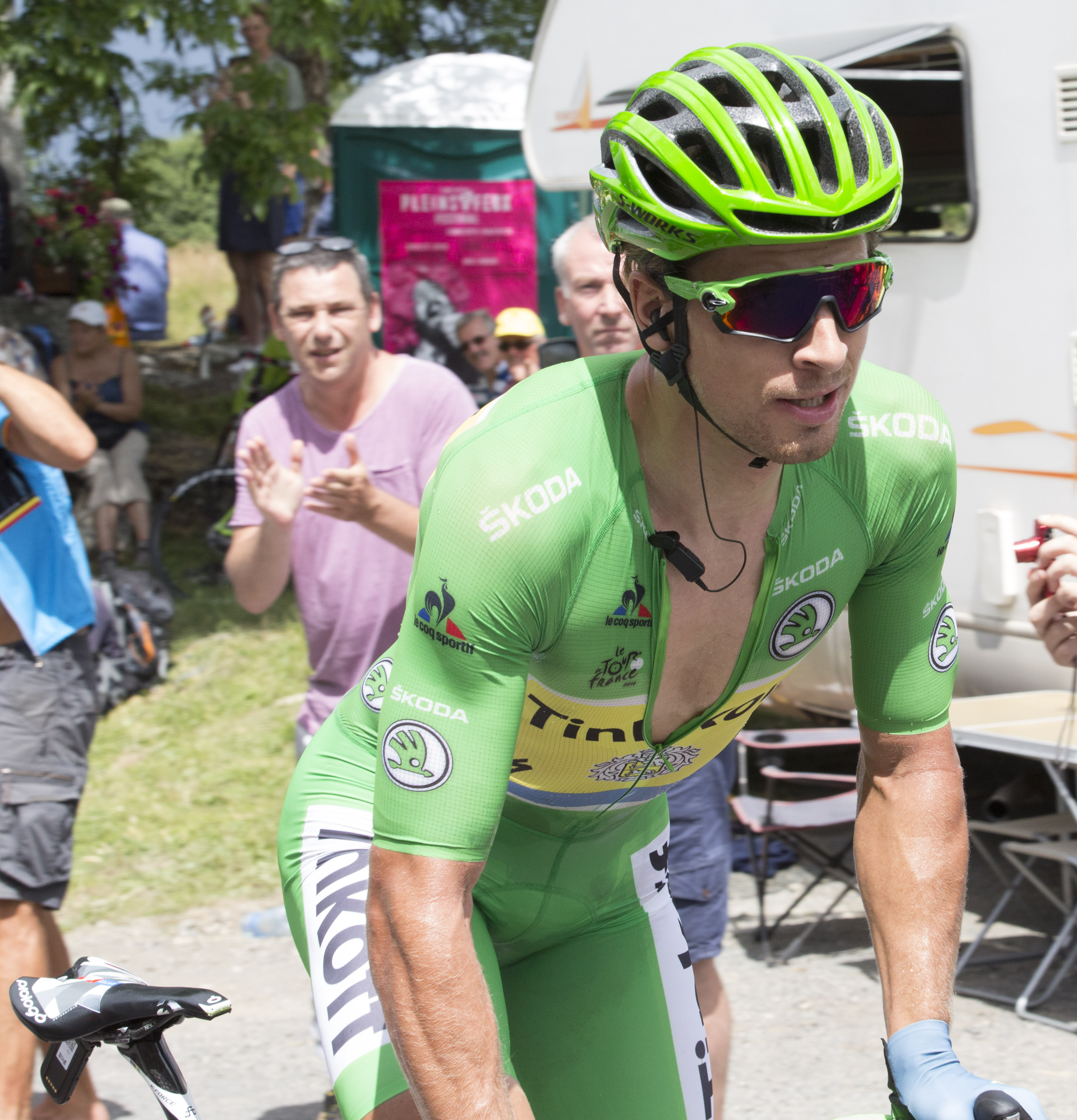
Sagan in de Ronde van Frankrijk 2016

Na een korte rustperiode ging Sagan weer op de fiets in de Ronde van Californië, waar hij onmiddellijk de eerste etappe won en daarmee de eerste leider werd. Ook de vierde etappe schreef hij op zijn naam. In de Ronde van Frankrijk won hij naast de groene trui ook drie etappes. Bijzonder daarbij was zijn winst in de elfde etappe, een vlakke etappe, waarbij het peloton door de harde wind in waaiers uiteenviel en hij samen met geletruidrager Froome en de renners Bodnar en Thomas uit het peloton ontsnapte. Al in etappe 17, vier dagen voor het einde van de Tour, was hij verzekerd van de winst in het puntenklassement en zo van de groene trui. Ook werd hij uitgeroepen tot meest strijdlustige renner van deze editie.
Bij de Olympische Spelen in Rio de Janeiro zag hij af van deelname aan de wegwedstrijd, omdat hij het parcours te zwaar vond. Daarentegen nam hij wel deel aan de olympische wedstrijd voor de mountainbikers. In de eerste ronde van deze wedstrijd lag hij mee aan kop, terwijl hij als laatste had moeten starten, omdat hij amper deel had genomen aan mountainbikewedstrijden. Door onder andere materiaalpech werd hij ver teruggeslagen en eindigde hij de wedstrijd als 35e.
Op 18 september won hij de eerste editie van het Europees kampioenschap wielrennen voor profs. In het Franse Plumelec nam hij in de sprint de maat van Julian Alaphilippe en Daniel Moreno. In de Eneco Tour won Sagan twee etappes en eindigde hij derde in het eindklassement. Dankzij de verbonden World Tour-punten nam Sagan de koppositie in het World Tour-klassement over van Nairo Quintana en werd hij hierdoor eindwinnaar.
Op 16 oktober prolongeerde Sagan zijn wereldtitel in de Qatarese hoofdstad Doha. Hij won de sprint van een groep die was gevormd nadat de wind in de woestijn voor waaiervorming had gezorgd. Oud-wereldkampioenen Mark Cavendish en Tom Boonen vergezelden Sagan op het podium. Sagan was dankzij deze overwinning de eerste renner ooit die in hetzelfde jaar zowel het wereldkampioenschap als het World Tour-klassement wint.

### 2017
In de Omloop Het Nieuwsblad 2017 eindigde Sagan net als het jaar voordien tweede na Greg Van Avermaet. Een dag later slaagde hij er wel in Kuurne-Brussel-Kuurne te winnen na een sprint met vijf. Dankzij zijn twee ritzeges in de Tirreno-Adriatico startte Sagan als een van de topfavorieten in Milaan-San Remo. Hij viel er in de slotfase aan op de Poggio en kreeg Michał Kwiatkowski en Julian Alaphilippe mee als metgezellen. In de sprint werd Sagan nipt geklopt door Kwiatkowski. Ook in de andere voorjaarsklassiekers had Sagan het geluk niet aan zijn zijde. In de E3 Harelbeke kwam hij ten val, in Gent-Wevelgem liet hij Greg Van Avermaet en Jens Keukeleire wegrijden omdat er geen samenhorigheid was in de kopgroep en werd hij uiteindelijk derde, in de Ronde van Vlaanderen kwam hij ten val nadat hij in aanraking was gekomen met een jas van een toeschouwer en in Parijs-Roubaix reed hij twee keer lek.
In de Ronde van Californië slaagde hij er opnieuw in te winnen, hij won er de derde etappe en het puntenklassement. In de Ronde van Zwitserland wist hij twee etappes en het puntenklassement te winnen. In de Ronde van Frankrijk startte hij met als doel een zesde keer het puntenklassement te winnen en zo het record van Erik Zabel te evenaren. Hij begon goed, met winst in de derde etappe, maar een dag later werd hij door de wedstrijdjury uit de Tour gezet nadat hij met zijn elleboog Mark Cavendish ten val zou hebben gebracht. Later kwamen de UCI en BORA-hansgrohe, de ploeg van Sagan, overeen dat de valpartij een ongelukkig en onopzettelijk voorval was.
Sagan maakte eind juli zijn wederoptreden in de Ronde van Polen, waar hij de eerste etappe en het puntenklassement won. In augustus slaagde hij erin twee etappes en het puntenklassement in de BinckBank Tour te winnen, en begin september won hij voor het tweede jaar op rij de Grote Prijs van Quebec.
Zijn laatste doel dat jaar was het wereldkampioenschap in het Noorse Bergen. Hij hield zich er de hele wedstrijd afzijdig, maar versloeg in de sprint van een omvangrijke groep Alexander Kristoff en Michael Matthews, en werd zo voor het derde jaar op rij wereldkampioen. Hij was de eerste die hierin slaagde en werd hierdoor ook mederecordhouder qua aantal wereldtitels.

### 2018

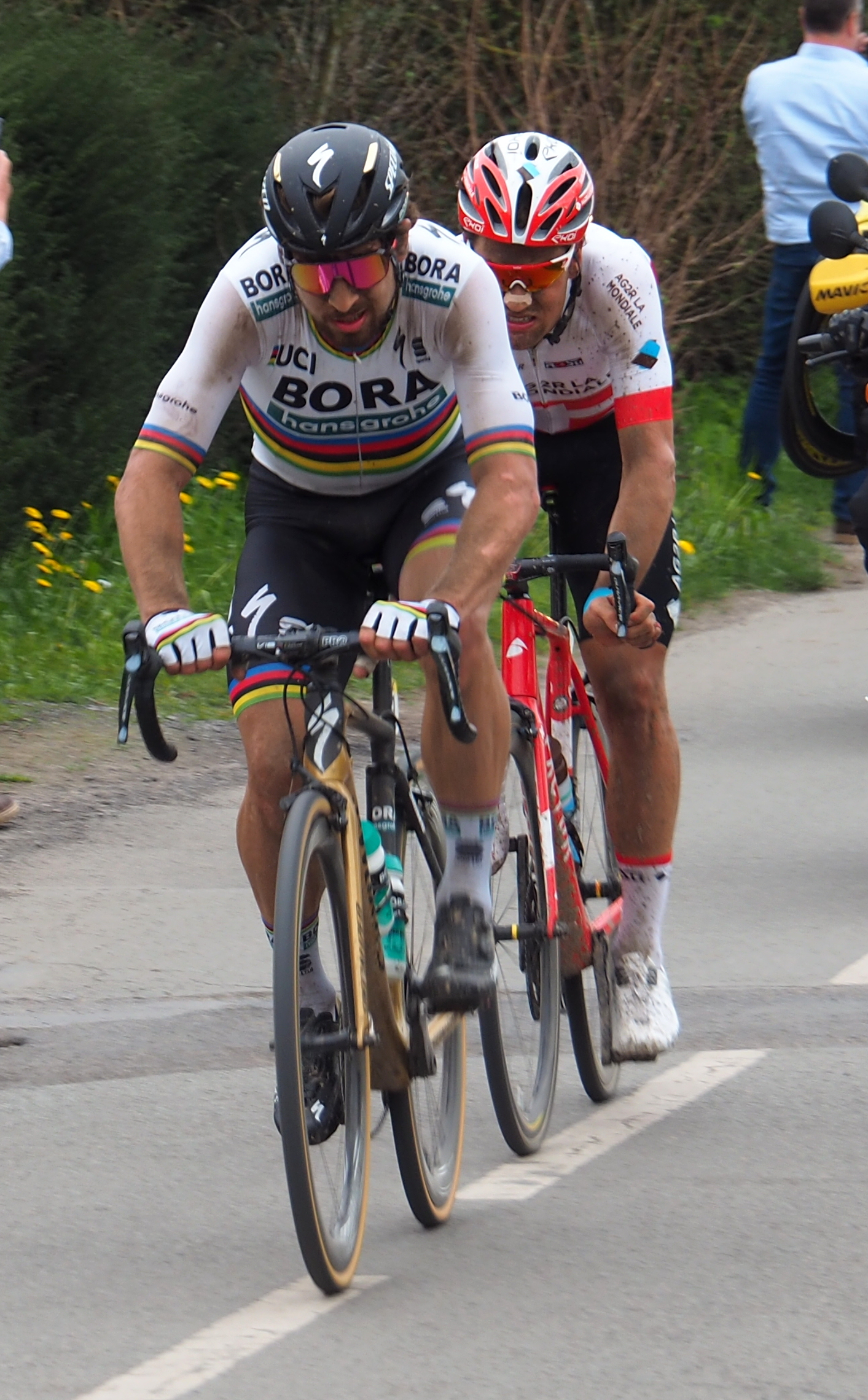
Sagan tijdens Parijs-Roubaix 2018

Begin 2018 won Sagan de People's Choice Classic, het criterium voorafgaand aan de Tour Down Under. In de Tour Down Under zelf wist hij de vierde etappe en het puntenklassement te winnen. Na een korte rustperiode eindigde Sagan achtste in de Strade Bianche. In de Tirreno-Adriatico werd hij, na drie tweede plaatsen, 43e in het eindklassement. In Milaan-San Remo eindigde hij als zesde. Een week later won hij voor de derde maal in zijn carrière Gent-Wevelgem. In de sprint van een vrij omvangrijke elitegroep wist hij Elia Viviani en Arnaud Démare af te houden. Dankzij zijn derde zege in Gent-Wevelgem werd Sagan mederecordhouder. In de Ronde van Vlaanderen werd hij zesde op 25 seconden van winnaar Niki Terpstra. Op 8 april won hij voor de eerste keer in zijn carrière Parijs-Roubaix. Hij ontsnapte op 54 kilometer van het einde uit de groep met de favorieten en kwam aansluiten bij Sven Erik Bystrøm, Silvan Dillier en Jelle Wallays, die overgebleven waren uit de vroege vlucht. Uiteindelijk draaide Sagan samen met Dillier de velodroom in Roubaix op, waarna hij hem in de sprint versloeg. Niki Terpstra eindigde 57 seconden later als derde. Sagan werd dankzij deze overwinning de eerste wereldkampioen die Parijs-Roubaix won sinds Bernard Hinault in 1981. Ook werd hij, na Rik Van Looy en Eddy Merckx, de derde renner die erin slaagde zowel de Ronde van Vlaanderen als Parijs-Roubaix in de regenboogtrui te winnen.
In de Tour de France won Sagan drie etappes en de groene trui van het puntenklassement. Het was zijn zesde groene trui, wat hem op gelijke hoogte bracht met recordhouder Erik Zabel. In de Vuelta greep hij naast de prijzen: hij werd vier keer tweede en eindigde ook tweede in het puntenklassement, na Alejandro Valverde.

### 2019
In januari 2019 behaalde Sagan zijn eerste overwinning van het seizoen door de derde etappe van de Tour Down Under te winnen. In de Ronde van San Juan werd hij in de vierde etappe nipt geklopt door Fernando Gaviria. Daarna trok hij op hoogtestage, waar hij te maken kreeg met zware buikgriep en vier kilo verloor. In maart hervatte hij de competitie in de Tirreno-Adriatico, waar hij in de derde etappe naar de tweede plaats spurtte. In Milaan-San Remo was hij mee in de beslissende aanval, maar moest hij genoegen nemen met de vierde plaats. In de daaropvolgende klassiekers kon Sagan niet meesprinten voor de ereplaatsen. Enkel in Parijs-Roubaix had hij lange tijd zicht op de overwinning. In de finale was hij echter niet in staat om Philippe Gilbert en Nils Politt te volgen, waarna hij uiteindelijk als vijfde over de streep kwam.
In de Ronde van Californië kon Sagan nog eens het zegegebaar maken: hij won de eerste etappe door in de sprint de Amerikaan Travis McCabe te verslaan. Ook in de Ronde van Zwitserland was hij succesvol: in de derde etappe klopte hij de Italiaan Elia Viviani. In de Ronde van Frankrijk schreef hij de vijfde etappe op zijn naam en won hij voor de zevende keer het puntenklassement, een absoluut record. Op het wereldkampioenschap in Yorkshire reed hij in de slotfase samen met Michael Valgren weg uit de achtervolgende groep en werd hij uiteindelijk vijfde.

### 2020
Het programma van Sagan in 2020 zag er anders uit dan voorgaande jaren. Na het klassieke voorjaar zou hij zijn debuut maken in de Ronde van Italië, om vervolgens zijn seizoen af te sluiten met de Ronde van Frankrijk. Vanwege de coronacrisis moest dit programma echter herzien worden. Bij de hervatting van het seizoen in augustus spurtte Sagan in zijn eerste wedstrijd na de lockdown naar een vierde plek in Milaan-Turijn. In Milaan-San Remo kon hij niet mee met de beslissende aanval van Julian Alaphilippe en Wout van Aert op de Poggio. In de achtervolgende groep sprintte hij uiteindelijk naar de vierde plaats.
In de Ronde van Frankrijk wilde het maar niet lukken om een etappezege te pakken. Na een vijftal top 5-plaatsen sprintte hij nog naar een derde plaats in Parijs. In het najaar maakte Sagan dan toch zijn debuut in de Ronde van Italië, wat ten koste ging van de klassiekers. Na drie tweede plaatsen was het in de 10e etappe eindelijk raak. In plaats van te wachten tot de finale trok Sagan in deze heuveletappe al vroeg in de aanval. Vanuit de kopgroep wist hij zijn medevluchters een voor een te lossen om op het laatste klimmetje ook weg te rijden bij Ben Swift. Op het laatste vlakke stuk wist Sagan de groep met de favorieten voor te blijven, om vervolgens solo over de streep te komen.

### 2021
In februari 2021 liep Sagan COVID-19 op tijdens een trainingskamp op Gran Canaria waardoor hij zijn seizoensstart moest uitstellen vanwege een trainingsachterstand. Zijn eerste aansprekende resultaat wist hij te boeken door voor het derde jaar op rij naar een vierde plaats in Milaan-San Remo te sprinten. Vervolgens verkoos Sagan de Ronde van Catalonië boven de klassiekers om meer wedstrijdkilometers op te doen. Hij behaalde bij zijn debuut de eerste overwinning van het seizoen door de zesde etappe te winnen. In aanloop naar de grote rondes kon Sagan nogmaals juichen toen hij in de eerste etappe van de Ronde van Romandië Sonny Colbrelli klopte in de sprint.
Net als in het voorgaande seizoen reed Sagan de dubbel Giro-Tour. In de tiende etappe van de Ronde van Italië maakte zijn ploeg de koers hard toen zij flink doortrokken op de laatste helling waardoor verschillende sprinters moesten lossen. Sagan rondde het ploegwerk keurig af door in de sprint Fernando Gaviria te verslaan. Daarnaast wist hij voor de eerste keer de paarse trui van het puntenklassement te winnen. De Tour de France verliep minder gelukkig voor Sagan. In de derde etappe naar Pontivy kwam hij tijdens de sprint hard ten val samen met Caleb Ewan. Ondanks dat hij zijn weg nog wel kon vervolgen, zag hij zich genoodzaakt om in de twaalfde etappe niet meer op te stappen vanwege aanhoudende knieklachten.
In de zomer werd bekend dat Sagan zijn aflopende contract met BORA-hansgrohe niet ging verlengen. Niet veel later kondigde Sagan aan dat hij voor twee jaar heeft getekend bij de Franse formatie van Team TotalEnergies. In het najaar wist Sagan voor eigen publiek het eindklassement van de Ronde van Slowakije te winnen. Bij zijn laatste koers in dienst van BORA-hansgrohe, Parijs-Roubaix, kwam hij ten val waardoor hij niet meer reed voor de winst.

### 2022
De voorbereiding van Sagan in het seizoen 2022 verliep weer niet vlekkeloos. In de eerste week van het jaar werd hij wederom positief getest op het coronavirus. Sagan verklaarde dat hij de symptomen had die verband houden met het virus. Hierdoor liep hij andermaal een trainingsachterstand op. In het voorjaar bleek dat de conditie van Sagan nog niet op niveau was. Zo moest hij in de Tirreno-Adriatico afstappen vanwege koortsklachten en maagproblemen. Na zijn opgave in Gent-Wevelgem heeft hij in samenspraak met zijn ploeg besloten om de Ronde van Vlaanderen en Parijs-Roubaix dit jaar over te slaan.
Na een lange rustperiode ging Sagan opbouwen richting de Ronde van Frankrijk middels een hoogtestage in het Amerikaanse Utah. Terug in Europa nam hij deel aan de Ronde van Zwitserland. Sagan boekte zijn eerste seizoenszege door in de derde etappe Bryan Coquard en Alexander Kristoff voor te blijven in de sprint. Voor de tiende deelname op rij wist hij op zijn minst één etappe te winnen in deze Ronde. Desondanks zag Sagan zich genoodzaakt om de Ronde van Zwitserland op de slotdag te verlaten vanwege een derde (!) positieve coronatest in anderhalf jaar. In de Ronde van Frankrijk verzamelde Sagan een handvol top 5-plaatsen bij elkaar, maar echt dicht bij een etappeoverwinning was hij niet. Op het wereldkampioenschap wist Sagan na een anonieme koers in de achtervolgende groep nog naar een verdienstelijke zevende plaats te sprinten.
In dit seizoen etaleerde Sagan ook zijn interesse in het gravelrijden. Zo nam hij in juni deel aan de 100 mijl van de Unbound Gravel in de Verenigde Staten en ook bij het eerste wereldkampioenschap gravel in Veneto, Italië was hij met een veertiende plaats van de partij. Volgens Sagan is dit een discipline waar veel nieuwe fans mee te bereiken zijn. Hij ziet het gravelracen dan ook vooral als een mooie manier om plezier te maken met zowel de fans als andere renners.

### 2023
Op de rustdag tijdens de Ronde van San Juan kondigde Sagan in een videoboodschap aan dat dit zijn laatste volledige seizoen als wegwielrenner zal zijn waarin hij deelneemt aan World Tour wedstrijden. Na dit seizoen verlegt hij zijn focus terug naar het mountainbiken, de discipline waar het allemaal begon. Zijn doel is om zich te plaatsen voor de Olympische Spelen in Parijs. Het oorspronkelijke plan van Sagan was om dit avontuur samen met zijn ploeg TotalEnergies aan te gaan. Echter, in de zomer werd duidelijk dat dit toch zijn laatste jaar bij de Franse formatie zal zijn, om vervolgens met persoonlijk sponsoren verder te gaan.
Verder stond dit seizoen meer in het teken van een afscheidstournee dan het behalen van aansprekende resultaten. Sagan sloot zijn carrière als profrenner af met een negende plaats in de Ronde van de Vendée. Aan het einde van het jaar werd bekend dat Sagan zich aansluit bij het Slowaakse continentale team Pierre Baguette Cycling. Deze ploeg staat mede onder leiding van zijn broer Juraj Sagan. Bij dit team zal Sagan toch nog een aantal kleinere wegwedstrijden rijden in 2024, maar zijn prioriteit ligt nog steeds bij kwalificatie voor de mountainbikewedstrijd op de Olympische Spelen in Parijs.

### 2024
De mountainbike-ambities van Sagan werden ernstig verstoord vanwege opspelende hartproblemen. Tot tweemaal toe moest hij worden geopereerd vanwege een abnormale hoge hartslag. Hoewel de operaties succesvol waren, kon Sagan niet deelnemen aan de kwalificaties voor de Olympische Spelen later dit jaar. Op 31 mei werd bekend dat Sagan geen wildcard kreeg voor deelname aan de mountainbikewedstijd en daarmee was zijn gedroomde afscheid definitief ten einde.
Sagan liet zich daarna nog eenmaal zien als wegrenner voor Pierre Baguette Cycling. Voor thuispubliek nam hij definitief afscheid in de Ronde van Slowakije als profrenner. Later dat jaar besloot hij ook om niet verder te gaan met mountainbiken. Sagan sloot zijn carrière af met een tweede plaats op de Slowaakse kampioenschappen.

## Palmares

### Jeugd
- Slowaaks kampioenschap veldrijden: 2007 (junioren), 2008 (junioren)
- Slowaaks kampioenschap op de weg: 2007 (junioren), 2008 (junioren)
- Europees kampioenschap mountainbiken: 2008 (junioren)
- Wereldkampioenschap mountainbiken: 2008 (junioren)

### Overwinningen
2009 - 3 zeges
- GP Kooperativa
- 2e en 5e etappe Ronde van Mazovië
- Puntenklassement Ronde van Mazovië
- Jongerenklassement Ronde van Mazovië

2010 - 5 zeges
- 3e en 5e etappe Parijs-Nice
- Puntenklassement Parijs-Nice
- 1e etappe Ronde van Romandië
- 5e en 6e etappe Ronde van Californië
- Puntenklassement Ronde van Californië
- Jongerenklassement Ronde van Californië

2011 - 15 zeges
- 1e, 3e en 4e etappe Ronde van Sardinië
- Eindklassement Ronde van Sardinië
- Puntenklassement Ronde van Sardinië
- 5e etappe Ronde van Californië
- Puntenklassement Ronde van Californië
- 3e en 8e etappe Ronde van Zwitserland
- Puntenklassement Ronde van Zwitserland
- Slowaaks kampioenschap op de weg
- 4e en 5e etappe Ronde van Polen
- Eindklassement Ronde van Polen
- Puntenklassement Ronde van Polen
- 6e, 12e en 21e etappe Ronde van Spanje
- GP Industria & Commercio di Prato

2012 - 20 zeges
- 2e etappe Ronde van Oman
- Puntenklassement Ronde van Oman
- 4e etappe Tirreno-Adriatico
- 1e etappe Driedaagse van De Panne-Koksijde
- 1e, 2e, 3e, 4e en 8e etappe Ronde van Californië
- Puntenklassement Ronde van Californië
- 1e, 3e, 4e en 6e etappe Ronde van Zwitserland
- Puntenklassement Ronde van Zwitserland
- Slowaaks kampioenschap op de weg
- 1e, 3e en 6e etappe Ronde van Frankrijk
- Puntenklassement Ronde van Frankrijk
- Criterium van Aalst (geen UCI-zege)
- Criterium van Lommel (geen UCI-zege)
- Profwielerronde van Etten-Leur (geen UCI-zege)
- Criterium van Bavikhove (geen UCI-zege)

2013 - 22 zeges
- 2e en 3e etappe Ronde van Oman
- GP Città di Camaiore
- 3e en 6e etappe Tirreno-Adriatico
- Gent-Wevelgem
- 1e etappe Driedaagse van De Panne-Koksijde
- Brabantse Pijl
- 3e en 8e etappe Ronde van Californië
- Puntenklassement Ronde van Californië
- 3e en 8e etappe Ronde van Zwitserland
- Puntenklassement Ronde van Zwitserland
- Slowaaks kampioenschap op de weg
- 7e etappe Ronde van Frankrijk
- Puntenklassement Ronde van Frankrijk
- 1e, 3e, 6e en 7e etappe USA Pro Cycling Challenge
- Puntenklassement USA Pro Cycling Challenge
- Proloog, 1e en 5e etappe Ronde van Alberta
- Puntenklassement Ronde van Alberta
- Grote Prijs van Montreal

2014 - 7 zeges
- 4e etappe Ronde van Oman
- 3e etappe Tirreno-Adriatico
- Puntenklassement Tirreno-Adriatico
- E3 Harelbeke
- 1e etappe Driedaagse van De Panne-Koksijde
- 7e etappe Ronde van Californië
- Puntenklassement Ronde van Californië
- 3e etappe Ronde van Zwitserland
- Puntenklassement Ronde van Zwitserland
- Slowaaks kampioenschap op de weg
- Puntenklassement Ronde van Frankrijk

2015 - 12 zeges
- Jongerenklassement Ronde van Qatar
- 5e etappe Tirreno-Adriatico
- Puntenklassement Tirreno-Adriatico
- 4e en 6e etappe (individuele tijdrit) Ronde van Californië
- Eindklassement Ronde van Californië
- 3e en 6e etappe Ronde van Zwitserland
- Puntenklassement Ronde van Zwitserland
- Slowaaks kampioenschap tijdrijden
- Slowaaks kampioenschap op de weg
- Puntenklassement Ronde van Frankrijk
- Criterium van Aalst (geen UCI-zege)
- Profronde van Surhuisterveen (geen UCI-zege)
- 3e etappe Ronde van Spanje
- Wereldkampioenschap op de weg

2016 - 15 zeges
- Puntenklassement Tirreno-Adriatico
- Gent-Wevelgem
- Ronde van Vlaanderen
- 1e en 4e etappe Ronde van Californië
- Puntenklassement Ronde van Californië
- 2e en 3e etappe Ronde van Zwitserland
- 2e, 11e en 16e etappe Ronde van Frankrijk
- Puntenklassement Ronde van Frankrijk
- Prijs van de strijdlust Ronde van Frankrijk
- Grote Prijs van Quebec
- Europees kampioenschap op de weg
- 3e en 4e etappe Eneco Tour
- Puntenklassement Eneco Tour
- Wereldkampioenschap op de weg
- Criterium van Saitama (geen UCI-zege)
- Eindklassement UCI World Tour

2017 - 12 zeges
- Kuurne-Brussel-Kuurne
- 3e en 5e etappe Tirreno-Adriatico
- Puntenklassement Tirreno-Adriatico
- 3e etappe Ronde van Californië
- Puntenklassement Ronde van Californië
- 5e en 8e etappe Ronde van Zwitserland
- Puntenklassement Ronde van Zwitserland
- 3e etappe Ronde van Frankrijk
- 1e etappe Ronde van Polen
- Puntenklassement Ronde van Polen
- 1e en 3e etappe BinckBank Tour
- Puntenklassement BinckBank Tour
- Grote Prijs van Quebec
- Wereldkampioenschap op de weg

2018 - 13 zeges
- People's Choice Classic (geen UCI-zege)
- 4e etappe Tour Down Under
- Puntenklassement Tour Down Under
- Gent-Wevelgem
- Parijs-Roubaix
- 2e etappe Ronde van Zwitserland
- Puntenklassement Ronde van Zwitserland
- Slowaaks kampioenschap op de weg
- 2e, 5e en 13e etappe Ronde van Frankrijk
- Puntenklassement Ronde van Frankrijk
- Criterium van Aalst (geen UCI-zege)
- Criterium van Roeselare (geen UCI-zege)
- Criterium van Herentals (geen UCI-zege)
- Criterium van Shanghai (geen UCI-zege)

2019 - 4 zeges
- 3e etappe Tour Down Under
- 1e etappe Ronde van Californië
- 3e etappe Ronde van Zwitserland
- Puntenklassement Ronde van Zwitserland
- 5e etappe Ronde van Frankrijk
- Puntenklassement Ronde van Frankrijk

2020 - 1 zege
- 10e etappe Ronde van Italië

2021 - 6 zeges
- 6e etappe Ronde van Catalonië
- 1e etappe Ronde van Romandië
- 10e etappe Ronde van Italië
- Puntenklassement Ronde van Italië
- Slowaaks kampioenschap op de weg
- Eindklassement Ronde van Slowakije
- Puntenklassement Ronde van Slowakije
- Criterium van Dubai (geen UCI-zege)

2022 - 2 zeges
- 3e etappe Ronde van Zwitserland
- Slowaaks kampioenschap op de weg

Totaal: 136 zeges (waarvan 123 individuele UCI-zeges)

### Resultaten in voornaamste wedstrijden
| Jaar | Ronde van Italië | Ronde van Frankrijk | Ronde van Spanje |
| ---- | ---------------- | ------------------- | ---------------- |
| 2010 |                  |                     |                  |
| 2011 |                  |                     | 121e (3)         |
| 2012 |                  | 42e (3)             |                  |
| 2013 |                  | 82e (1)             |                  |
| 2014 |                  | 60e                 | opgave           |
| 2015 |                  | 46e                 | opgave (1)       |
| 2016 |                  | 95e (3)             |                  |
| 2017 |                  | uitgesloten (1)     |                  |
| 2018 |                  | 71e (3)             | 119e             |
| 2019 |                  | 82e (1)             |                  |
| 2020 | 92e (1)          | 84e                 |                  |
| 2021 | 117e (1)         | opgave              |                  |
| 2022 |                  | 116e                |                  |
| 2023 |                  | 127e                |                  |

| Jaar | Milaan-San Remo | Gent-Wevelgem | Ronde van Vlaanderen | Parijs-Roubaix | Amstel Gold Race | Ronde van Lombardije | E3 Harelbeke | Grote Prijs van Quebec | Grote Prijs van Montreal |  | WK op de weg |  | Wereldranglijsten  |
| ---- | --------------- | ------------- | -------------------- | -------------- | ---------------- | -------------------- | ------------ | ---------------------- | ------------------------ |  | ------------ |  | ------------------ |
| 2010 |                 |               |                      | opgave         |                  | opgave               |              | 19e                    | ↑                        |  | opgave       |  | 44e (UWK)          |
| 2011 | 17e             | 49e           | opgave               | 86e            | 98e              |                      |              |                        |                          |  | 12e          |  | 21e (UWT)          |
| 2012 | 4e              | ↑             | 5e                   |                | ↑                |                      | 14e          | 26e                    | 12e                      |  | 14e          |  | 8e (UWT)           |
| 2013 | ↑               | ↑             | ↑                    |                | 36e              | opgave               | ↑            | 10e                    | ↑                        |  | 6e           |  | 4e (UWT)           |
| 2014 | 10e             | ↑             | 16e                  | 6e             |                  |                      | ↑            |                        |                          |  | 43e          |  | 15e (UWT)          |
| 2015 | 4e              | 10e           | 4e                   | 23e            |                  |                      | 30e          |                        |                          |  | ↑            |  | 17e (UWT) 8e (UWR) |
| 2016 | 12e             | ↑             | ↑                    | 11e            |                  |                      | ↑            | ↑                      | ↑                        |  | ↑            |  | (UWT) (UWR)        |
| 2017 | ↑               | ↑             | 27e                  | 38e            |                  |                      | 108e         | ↑                      | 9e                       |  | ↑            |  | 4e (UWT) (UWR)     |
| 2018 | 6e              | ↑             | 6e                   | ↑              | 4e               |                      | 26e          |                        |                          |  | opgave       |  | (UWT) 4e (UWR)     |
| 2019 | 4e              | 32e           | 11e                  | 5e             | opgave           |                      | 17e          | ↑                      | 18e                      |  | 5e           |  | 10e (UWR)          |
| 2020 | 4e              |               |                      |                |                  |                      |              |                        |                          |  |              |  | 45e (UWR)          |
| 2021 | 4e              |               | 15e                  | 57e            |                  |                      |              |                        |                          |  | 26e          |  | 57e (UWR)          |
| 2022 | 92e             | opgave        |                      |                |                  |                      | 68e          | opgave                 | opgave                   |  | 7e           |  | 153e (UWR)         |
| 2023 | 44e             | 83e           | opgave               | opgave         |                  |                      | opgave       |                        |                          |  | opgave       |  |                    |

### Resultaten in kleinere rondes
| Jaar | Tour Down Under | Ronde van Catalonië | Critérium du Dauphiné | Parijs-Nice | Tirreno-Adriatico | Ronde van Romandië | Ronde van Californië | Ronde van Zwitserland | Ronde van Polen | Benelux Tour |
| 2010 | 28e             |                     |                       | 17e (2)     |                   | 12e (1)            | 8e (2)               | opgave                | opgave          |              |
| 2011 |                 |                     |                       | opgave      |                   |                    | 35e (1)              | 50e (2)               | ↑ (2)           |              |
| 2012 |                 |                     |                       |             | 43e (1)           |                    | 42e (5)              | 65e (4)               |                 |              |
| 2013 |                 |                     |                       |             | 33e (2)           |                    | 56e (2)              | 48e (2)               |                 |              |
| 2014 |                 |                     |                       |             | 29e (1)           |                    | 55e (1)              | 68e (1)               |                 |              |
| 2015 |                 |                     |                       |             | 50e (1)           |                    | ↑ (2)                | 30e (2)               |                 |              |
| 2016 |                 |                     |                       |             | ↑                 |                    | 35e (2)              | 111e (2)              |                 | ↑ (2)        |
| 2017 | 71e             |                     |                       |             | 47e (2)           |                    | 39e (1)              | 72e (2)               | 35e (1)         | 7e (2)       |
| 2018 | 32e (1)         |                     |                       |             | 43e               |                    | 58e                  | 76e (1)               |                 |              |
| 2019 | 55e (1)         |                     |                       |             | 105e              |                    | 79e (1)              | 75e (1)               |                 |              |
| 2020 |                 |                     | opgave                | opgave      |                   |                    |                      |                       |                 |              |
| 2021 |                 | 126e (1)            |                       |             | 129e              | 77e (1)            |                      |                       | 42e             |              |
| 2022 |                 |                     |                       |             | opgave            |                    | opgave (1)           |                       |                 |              |
| 2023 |                 |                     |                       |             | 98e               |                    |                      | 98e                   |                 |              |

### Olympische Spelen
- Wegwedstrijd mannen 2012: 34e
- Mountainbike mannen 2016: 35e

## Ploegen
- 2009 –  Dukla Trenčín Merida
- 2010 –  Liquigas-Doimo
- 2011 –  Liquigas-Cannondale
- 2012 –  Liquigas-Cannondale
- 2013 –  Cannondale
- 2014 –  Cannondale
- 2015 –  Tinkoff-Saxo
- 2016 –  Tinkoff
- 2017 –  BORA-hansgrohe
- 2018 –  BORA-hansgrohe
- 2019 –  BORA-hansgrohe
- 2020 –  BORA-hansgrohe
- 2021 –  BORA-hansgrohe
- 2022 –  TotalEnergies
- 2023 –  TotalEnergies
- 2024 –  Pierre Baguette Cycling

Wielerploegen van Peter Sagan
Božik · Kováč · Krizan · Mahďar · Polievka · Procner · Rovnak · J. Sagan · P. Sagan · Šipeky · Tybor · Vyšna · Žabka · Zachar
Agnoli ·
Basso · 
Bellotti ·
Bennati ·
Bodnar ·
Chicchi ·
Cimolai · 
Dall'Antonia ·
Finetto ·
Guarnieri ·
Kišerlovski ·
Koren ·
Kreuziger ·  
Koetsjynski · 
Nibali ·  
Oss ·
Paterski ·
Pellizotti ·
Quinziato ·
Sabatini ·
J. Sagan ·
P. Sagan ·
Santaromita ·
Szmyd ·
Vandborg ·
Vanotti ·
Viviani ·
Willems ·
Zaugg
Agnoli ·
Basso · 
Bellotti ·
Bodnar ·
Capecchi ·
Caruso ·
Cimolai · 
Da Dalto ·
Dall'Antonia ·
Duggan ·
Finetto ·
Guarnieri ·
King ·
Koren ·
Longo Borghini ·  
Marangoni · 
Nerz ·
Nibali ·  
Oss ·
Paterski ·
Ponzi ·
Sabatini ·
J. Sagan ·
P. Sagan ·
Salerno ·
Szmyd ·
Vanotti ·
Viviani ·
Wurf ·
Agostini (stagiair) ·
Moser (stagiair)
Agnoli ·
Agostini ·
Basso · 
Bodnar ·
Canuti ·
Capecchi ·
Caruso ·
Da Dalto ·
Dall'Antonia ·
Duggan ·
King ·
Koren ·
Longo Borghini ·  
Marangoni ·
Moser · 
Nerz ·
Nibali ·  
Oss ·
Paterski ·
Ratto ·
Sabatini ·
J. Sagan ·
P. Sagan ·
Salerno ·
Sarmiento ·
Szmyd ·
Vanotti ·
Viviani ·
Aldegheri (stagiair) ·
Benfatto (stagiair) ·
Krizek (stagiair) 
Agostini · Basso · Bodnar · Boivin · Canuti · Caruso ·  Da Dalto · Dall'Antonia · De Marchi · Haedo · King · Koch · Koren · Krizek · Longo Borghini · Marangoni · Masuda · Moser · Paterski · Ratto · Sabatini · J. Sagan · P. Sagan · Salerno · Sarmiento · Vandborg · Viviani · Wurf · Martinello (stagiair) · Villella (stagiair)
Basso · Bennett · Bettiol · Bodnar · Boivin · Caruso · De Marchi · Formolo · Gatto · King · Koch · Koren · Krizek · Longo Borghini · Marangoni · Marcato · Marino · Mohorič · Moser · Ratto · Sabatini · J. Sagan · P. Sagan · Salerno · Sarmiento · Villella · Viviani · Wurf
Basso · Beltrán · Bennati · Boaro · Bodnar · Breschel · Broett · Contador · Hansen · Hernández · Juul-Jensen · Kišerlovski · Kolář · Kreuziger · Majka · McCarthy · Mørkøv · Paulinho · Petrov · Pires · Poljański · Rogers · Rovny · J. Sagan · P. Sagan  · Sørensen · Tosatto · Troesov · Valgren · Zaugg · Gogl (stagiair) · Großschartner (stagiair) · Tolhoek (stagiair)
Baška · Bennati · Blythe · Boaro · Bodnar · Broett · Contador · Gatto · Gogl · Hansen · Hernández · Kišerlovski · Kolář · Kreuziger · Majka · McCarthy · Paulinho · Petrov · Poljański · Rogers · Rovny · J. Sagan · P. Sagan   · Tosatto · Trofimov · Troesov · Valgren · Ballerini (stagiair) · Fortunato (stagiair) · Montagnoli (stagiair)
Ackermann · Archbold · Bárta · Baška · Benedetti · Bennett · Bodnar · Buchmann · Burghardt · Herklotz · Kolář · König · Konrad · Majka · McCarthy · Mendes · Mühlberger · Pelucchi · Pfingsten · Poljański · Pöstlberger · J. Sagan · P. Sagan    · Saramotins · Schillinger · Schwarzmann · Selig
Ackermann · Baška · Benedetti · Bennett · Bodnar · Buchmann · Burghardt · Formolo · Großschartner · Kennaugh · Kolář · König · Konrad · Majka · McCarthy · Mühlberger · Oss · Pelucchi · Pfingsten · Poljański · Pöstlberger · J. Sagan · P. Sagan  · Saramotins · Schillinger · Schwarzmann · Selig
Ackermann · Baška · Benedetti · Bennett · Bodnar · Buchmann · Burghardt · Drucker · Formolo · Gatto · Großschartner · Kennaugh · König · Konrad · Majka · McCarthy · Mühlberger · Oss · Pfingsten · Poljański · Pöstlberger · J. Sagan · P. Sagan · Schachmann · Schillinger · Schwarzmann · Selig
Ackermann · Baška · Benedetti · Bodnar · Buchmann · Burghardt · Drucker · Fabbro · Gamper · Gatto · Großschartner · Kämna · Konrad · Laas · Majka · McCarthy · Mühlberger · Oss · Poljański · Pöstlberger · J. Sagan · P. Sagan · Schachmann · Schelling · Schillinger · Schwarzmann · Selig
Ackermann · Aleotti · Baška · Benedetti · Bodnar · Buchmann · Burghardt · Fabbro · Gamper · Großschartner · Kämna · Kelderman · Konrad · Laas · Meeus · Oss · Palzer (vanaf 1 april) · Politt · Pöstlberger · J. Sagan · P. Sagan · Schachmann · Schelling · Schillinger · Schwarzmann · Selig · Walls · Wandahl · Zwiehoff
Boasson Hagen · Bodnar · Bonifazio · Burgaudeau · Cabot · de la Parte · Doubey · Dujardin · Ferron · Geniez (tot 31/5) · Grellier · Jousseaume · Latour · Lawless · Manzin · Oss · Ourselin · Rodríguez · J. Sagan · P. Sagan · Simon · Soupe · Terpstra · Turgis · Van Gestel · Vuillermoz · Devanne (stagiair) · Vercher (stagiair)
Boasson Hagen · Bodnar · Bonnet · Burgaudeau · Cabot · Cras · de la Parte · Doubey · Dujardin · Ferron · Grellier · Jeannière · Jousseaume · Latour · Manzin · Oss · Ourselin · Sagan · Simon · Soupe · Tesson · Turgis · Van Gestel · Vercher · Vuillermoz · Boniface (stagiair) · Cialone (stagiair) · Grolier (stagiair)
- Gemeinsame Normdatei: 1143151496
- International Standard Name Identifier: 0000 0004 6880 2560
- Library of Congress Control Number: n2018056684
- Nationale Bibliotheek van Tsjechië: mzk2017963393
- Nationale Bibliotheek van Polen: a0000003282165
- Système universitaire de documentation: 240084047
- Virtual International Authority File: 51145067176966630616
- WorldCat: E39PBJrckgdVrDf3h7YpMXkbh3